# Santo Domingo
Santo Domingo, o Santo Domingo de Guzmán és la capital de la República Dominicana, i la primera ciutat fundada per europeus a Amèrica: fou fundada el 1496 per Bartolomé Colom a la riba oriental del riu Ozama, i posteriorment traslladada el 1502 per Nicolás de Ovando a la zona que ocupa en l'actualitat, a la riba occidental del mateix riu. És una ciutat cosmopolita, carregada d'un profund passat històric associat a la conquesta del continent americà. Santo Domingo va portar el nom de "Ciudad Trujillo" des de 1936 fins a 1961, a causa d'un canvi fet pel dictador Rafael Leónidas Trujillo Molina.
Localitzada al sud-est de la Hispaniola, illa que la República Dominicana comparteix amb Haití, és banyada per les ones i les brises del mar Carib, cosa que fa d'aquesta ciutat ser posseïdora d'un clima dinàmic i agradable, excel·lent per a activitats a l'aire lliure. La Zona Colonial de Santo Domingo de Guzmán, declarada Patrimoni de la Humanitat per la Unesco, inclou les edificacions més antigues bastides pels espanyols al Nou Món.
Avui en dia, Sant Domingo és la metròpoli més important de la República Dominicana donat el seu PIB de Paritat de poder adquisitiu US$90.000 milions, i és la ciutat més poblada del Carib seguida de l'Havana.
Limita al sud amb el Mar Carib, a l'est amb la ciutat de Santo Domingo Este, a l'oest amb Santo Domingo Oeste i al nord amb Santo Domingo Norte, entre totes formen el Gran Santo Domingo.

## Història

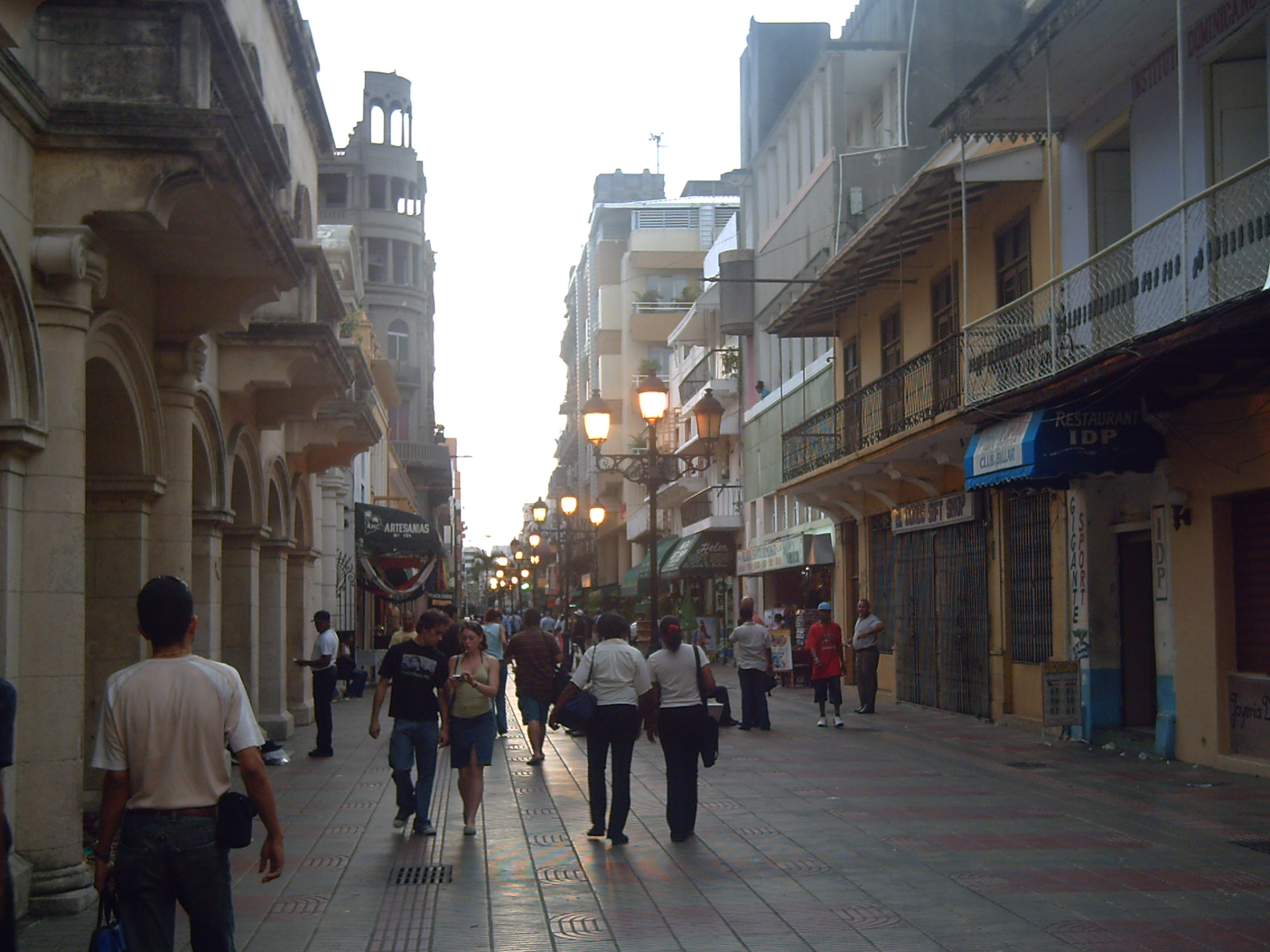
Carrer "El Conde" a la Zona Colonial

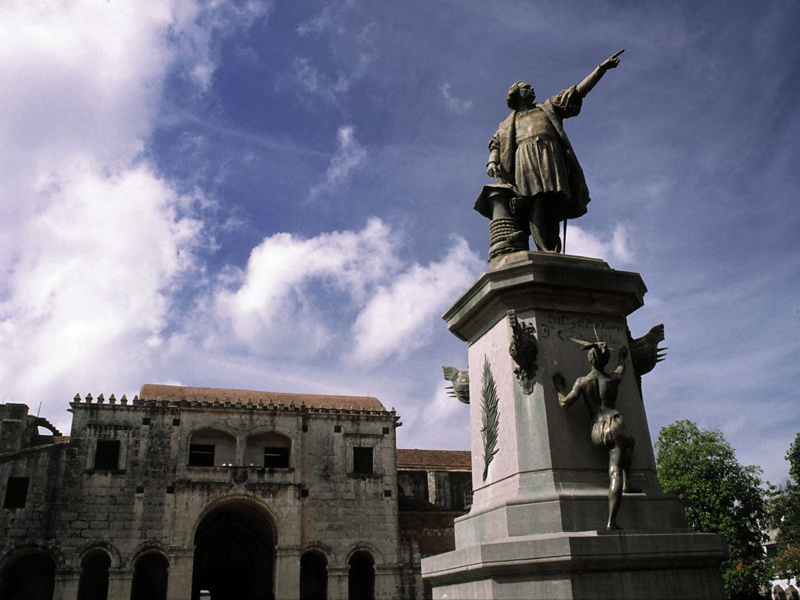
Parc de Colón a la ciutat Colonial

Abans de l'arribada de Cristòfor Colom el 1492, els taïnos que poblaven l'illa l'anomenaven Quisqueya (mare de totes les terres) i Ayití (terra d'altes muntanyes), i Colom li va canviar el nom a Hispaniola, que inclou la part que avui ocupa la República d'Haití. En aquest moment, el territori de l'illa consistia en cinc cacicats: Marién, Maguer, Maguana, Jaragua i Higüey. Aquests eren governats respectivament pels cacics Guacanagarix, Guarionex, Caonabo, Bohechio i Cayacoa.
El primer assentament es remunta a 1493, el període quan es van assentar els primers europeus a l'illa, encara que va ser fundada oficialment el 5 agost 1496 per Bartolomé Colón amb el nom de La Nova Isabela, després d'un anterior fundat pel seu germà Cristòfor Colom. Tots dos assentaments portaven el seu nom en honor de la reina Isabel I de Castella. Més tard va passar a anomenar-se Santo Domingo, en honor de Domènec de Guzmán. La ciutat, seu de la Reial Audiència de Santo Domingo, va arribar a ser coneguda com la "porta d'entrada al Carib".
Santo Domingo va ser destruïda per un huracà el 1502, i el nou governador, Nicolás de Ovando, la va fer reconstruir en un altre lloc proper. El disseny original de la ciutat i una gran part de la seva muralla defensiva encara es poden apreciar avui a la Zona Colonial, declarada Patrimoni de la Humanitat per la UNESCO el 1990. La zona colonial, vorejada pel riu Ozama, té també una impressionant col·lecció d'edificis del segle xvi, incloent cases palatines i esglésies que reflecteixen l'estil arquitectònic de l'època medieval.
Els edificis colonials més importants de la ciutat inclouen la catedral de Santa Maria La Menor, anomenada Catedral Primada d'Amèrica, el Palau d'en Jaume Colom o Alcàsser de Colom (Alcázar de Colón), primer castell d'Amèrica i residència del Virrei de les Índies, senyor Diego Colón, fill de Cristòfor Colón, el Monestir de Sant Francesc, les ruïnes del primer monestir a Amèrica, el Museu de les Cases Reials, l'antic Palau del Governador General, el Palau de la Reial Audiència, el Parc Colón, una plaça històrica, la Fortalesa Ozama, la més antiga fortalesa d'Amèrica, el Panteó de la Pàtria, un antic edifici jesuïta que acull les restes de diversos insignes representants de l'Orde dels Dominics, i l'Església del Convent dominic, el primer convent a Amèrica.
Al llarg del seu primer segle, Santo Domingo va ser plataforma de gran part de l'exploració i conquesta del Nou Món. Les expedicions que van portar a la conquesta de Mèxic per Hernán Cortés i de l'oceà Pacífic per Balboa, totes van partir de Santo Domingo.
El 1586, Francis Drake va ocupar la ciutat exigint un rescat per aquesta. La invasió i saqueig de Drake de la Hispaniola i amb un domini espanyol debilitat, va comportar que la capital fos abandonada i deixada a mercè dels pirates per més de 50 anys. Una expedició enviada per Oliver Cromwell el 1655 va atacar la ciutat de Santo Domingo, però va ser derrotat i es va retirar prenent Jamaica.
En 1697, a conseqüència del tractat de Rijswick es va produir la divisió d'Hispaniola entre Santo Domingo i Saint-Domingue. Des de 1795-1822 la ciutat va canviar de comandament diverses vegades. Va ser cedida a França el 1795 per la pau de Basilea, que tancava la Guerra Gran ocupada per la rebels esclaus haitians el 1801, recuperada per França el 1802, i novament recuperada per Espanya el 1809. El 1821 Santo Domingo es va convertir en la capital de l'estat independent de l'Haití Espanyol. Dos mesos més tard el nou estat va ser ocupat per Haití. La ciutat i la colònia va perdre gran part de la població espanyola com a conseqüència d'aquests esdeveniments.
Santo Domingo es va convertir novament en una nació lliure, quan els dominicans van obtenir la seva independència de la dominació haitiana el 27 febrer 1844 dirigit pel seu heroi nacional Juan Pablo Duarte. La ciutat va ser un premi disputat per diverses faccions polítiques en les dècades posteriors d'inestabilitat. A més, el país va haver de lliurar múltiples batalles amb Haití, la Batalla del 19 de març, la Batalla del 30 de març, la Batalla de les Carreres, i la Batalla de Beler, són algunes de les batalles més destacades, aquests conflictes es mencionen a l'himne nacional. El 1861 el país va tornar a mans espanyoles, que van arribar a un acord amb el líder dominicà Pedro Santana pel qual aquest últim va guanyar nombrosos títols honorífics i privilegis, a canvi de l'annexió de la jove nació a Espanya. La Guerra de Restauració Dominicana va començar el 1863, mentre n'era capità general en Vargas y Cerveto, però, el 1865 el país estava lliure novament després que Espanya es retirés.
Durant els següents dos terços de segle, Santo Domingo i la República Dominicana van tenir molts altres conflictes. Els canvis de govern eren relativament breus, a això s'hi afegeix l'ocupació pels Estats Units, de 1916 fins 1924. La ciutat va ser colpejada per l'huracà Sant Zenó el 1930, que va causar grans danys. Després de la seva reconstrucció, Santo Domingo va ser coneguda oficialment com a Ciudad Trujillo en honor del dictador Rafael Leónidas Trujillo, qui va governar des de 1930 fins a 1961. Després del seu assassinat el 1961 la ciutat va recuperar el seu antic nom. El 1965 va tornar a ser escenari de la lluita contra l'ocupació dels Estats Units.
El 1992 es va commemorar el 500 aniversari, el cinquè centenari del Descobriment d'Amèrica. Va ser construït el Far a Colón amb un cost aproximat de 400 milions de pesos dominicans, va ser erigit a Santo Domingo per aquesta ocasió.

## Geografia

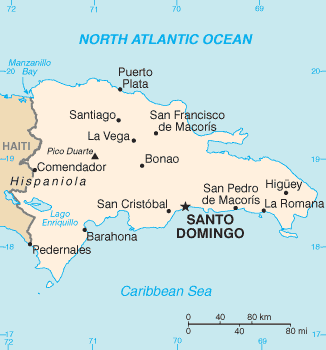
Mapa de la República Dominicana.

El riu Ozama té uns 148 quilòmetres abans de desembocar al Mar Carib. La posició de Santo Domingo a la riba del Ozama va ser de gran importància per al desenvolupament econòmic de la ciutat i el creixement del comerç durant l'època colonial. El riu Ozama és on es troba el port més actiu del país.
La ciutat de Santo Domingo limita al nord amb el riu Isabela, a l'est amb el riu Ozama, al sud el mar Carib; i a l'oest des del riu Isabela seguint la carretera de la Isabela fins a l'Autopista Duarte continuant fins a la Kennedy amb Luperón i continuant la Luperón fins a l'Av Independència incloent la urbanització Costa Blava.

### Clima
Segons la classificació climàtica de Köppen, Santo Domingo té un clima tropical monsònic. La temperatura mitjana varia una mica a la ciutat, a causa dels vents alisis tropicals que ajuden a mitigar la calor i la humitat durant tot l'any. Gràcies a aquests vents alisis, Santo Domingo, poques vegades experimenta la calor sufocant i la humitat que s'espera trobar en un clima tropical (tot i això ha variat a causa de l'escalfament global). Normalment, el desembre i el gener són els mesos més freds, i juliol, agost i setembre són els més calents. Santo Domingo té una mitjana 1.445 mm de precipitació per any. Els seus mesos més secs són de gener a abril, però, a causa dels vents les precipitacions s'arriben a veure fins i tot durant aquests mesos. A causa que el seu mes més sec és inferior a 60 mm, Santo Domingo entra en la categoria del clima tropical monsònic. Igual que moltes altres nacions del Carib, Santo Domingo és molt susceptible als huracans.

## Desenvolupament econòmic

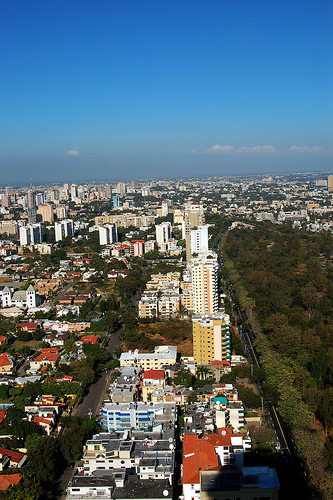
L'avinguda Anacaona, a Los Cacicazgos, és actualment reconeguda com una de les zones de major desenvolupament econòmic i renda per capita de les llars de Santo Domingo i de República Dominicana.

Santo Domingo és el centre cultural, financer, polític i comercial de la República Dominicana. La ciutat atrau moltes empreses internacionals i franquícies a causa de la seva ubicació geogràfica i estabilitat econòmica; les seus principals o oficines regionals d'aquestes empreses solen també estar ubicades a Santo Domingo. La ciutat, a més, compta amb el principal i més antic port del país: el Port de Santo Domingo, ubicat a la costa sud central, a la desembocadura del riu Ozama.

La infraestructura és adequada per a la majoria de les operacions de negoci, però els talls d'energia continuen sent un problema a certes parts de la ciutat. Un element clau que ha ajudat al desenvolupament de la ciutat és la seva excel·lent infraestructura de telecomunicacions. En els darrers anys la República Dominicana ha gaudit d'un sistema modern de telecomunicacions, a causa de la seva privatització i integració amb el sistema dels EUA.

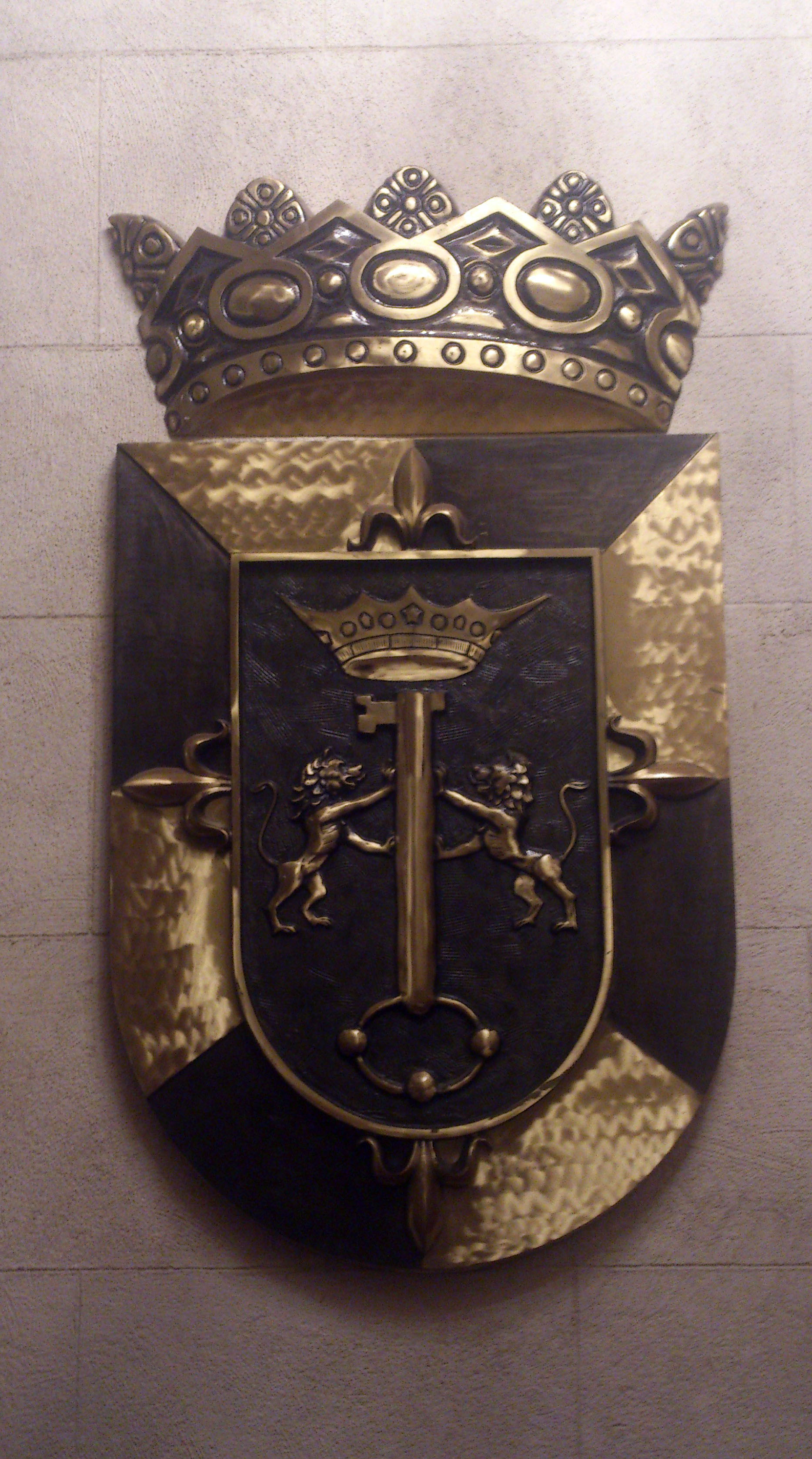
Escudo de Armas de Santo Domingo de Guzmán

 El creixement econòmic de la ciutat és molt notable en l'augment de la construcció de torres, centres comercials, autopistes i en l'augment de l'activitat comercial.
Santo Domingo té una gran bretxa social, que va des dels extremadament pobres als molt rics. Les àrees de major desenvolupament econòmic es troben al Polígono Central de la ciutat, que està vorejat per l′Avinguda John F. Kennedy cap al nord, l′Avinguda 27 de Febrero al sud, l′Avinguda Winston Churchill l'oest i l′Avinguda Máximo Gómez cap a l'est, l'avinguda Anacaona i la Sarasota al sud, i es caracteritza per les seves zones principalment residencials i per la seva activa vida nocturna.
Algunes zones residencials a destacar són: "Naco", "Arroyo Hondo", "Piantini", "Urb. Fernández", "Ens. Julieta", "Paraíso", "Las Praderas", "Los Prados", "La Julia", "Bella Vista", "Los Cacicazgos", "Urbanización Real", "Mirador Sur", entre altres sectors, que consisteixen sobretot d'edificis costosos i cases de luxe, que contrasta amb altres sectors als afores de la ciutat, com ara Gualey i Capotillo que estan menys desenvolupats econòmicament.
Bella Vista y La Esperilla són actualment els sectors amb més creixement i amb grans megaprojectes. Gascue pertany a la zona sud-est més tradicional de la ciutat i es caracteritza per les seves construccions que daten de la dècada de 1930 fins a la dècada de 1960.
Els centres comercials de la ciutat es troben principalment a l′Avinguda Winston Churchill, on es troben places, com Acrópolis Center, Blue Mall, els grans supermercats. També és la seu de la major part dels bancs comercials, com el Banc Popular Dominicà, Scotiabank, Citibank, Banco BHD León, Banco del Progreso, Banreservas, ens altres. L′Avinguda 27 de Febrero es considera l'avinguda més important de la ciutat. Les places comercials més antigues de la ciutat són la Plaza Central i Plaza Naco, aquesta última va servir com el primer centre comercial a la ciutat. Sambil és un dels més recents centres comercials construïts a la ciutat, que atrau moltes de les famílies d'ingressos mitjans i baixos. La ciutat compta amb una borsa de valors establerta a finals dels anys 1990.

### Places i centres comercials
- Acropolis Center
- Ágora Mall
- Bella Vista Mall
- Blue Mall
- Diamond Mall
- Galería 360
- Malecon Center
- Megacentro
- Novo-Centro
- Plaza Central
- Plaza Las Américas
- Plaza Naco
- Sambil
- Silver Sun Gallery
- Coral Mall
- Downtown Center
- Occidental Mall

## Personatges il·lustres
- Rita Indiana (Rita Indiana Hernández, Santo Domingo, 1977), escriptora (novel·les, relats), cantant i compositora (lidera el grup Rita Indiana y los Misterios - "merengue dance" o "indie merengue", etc), i contribuïdora regular de diaris com ara El País.
- Eulis Báez, jugador de bàsquet de l'ACB
- Juan Luis Guerra, cantant.
- Juan Francisco Ordóñez, guitarrista.
- Oscar de la Renta (1932 - 2014), modista.
- Cuco Valoy (1937), cantant.
- Guarionex, cacic indi, dels temps de Cristòfor Colom.
- Mayobanex també Mayonabex, cacic indi ciguaià, dels temps de Cristòfor Colom.